# Takeda Nobukatsu

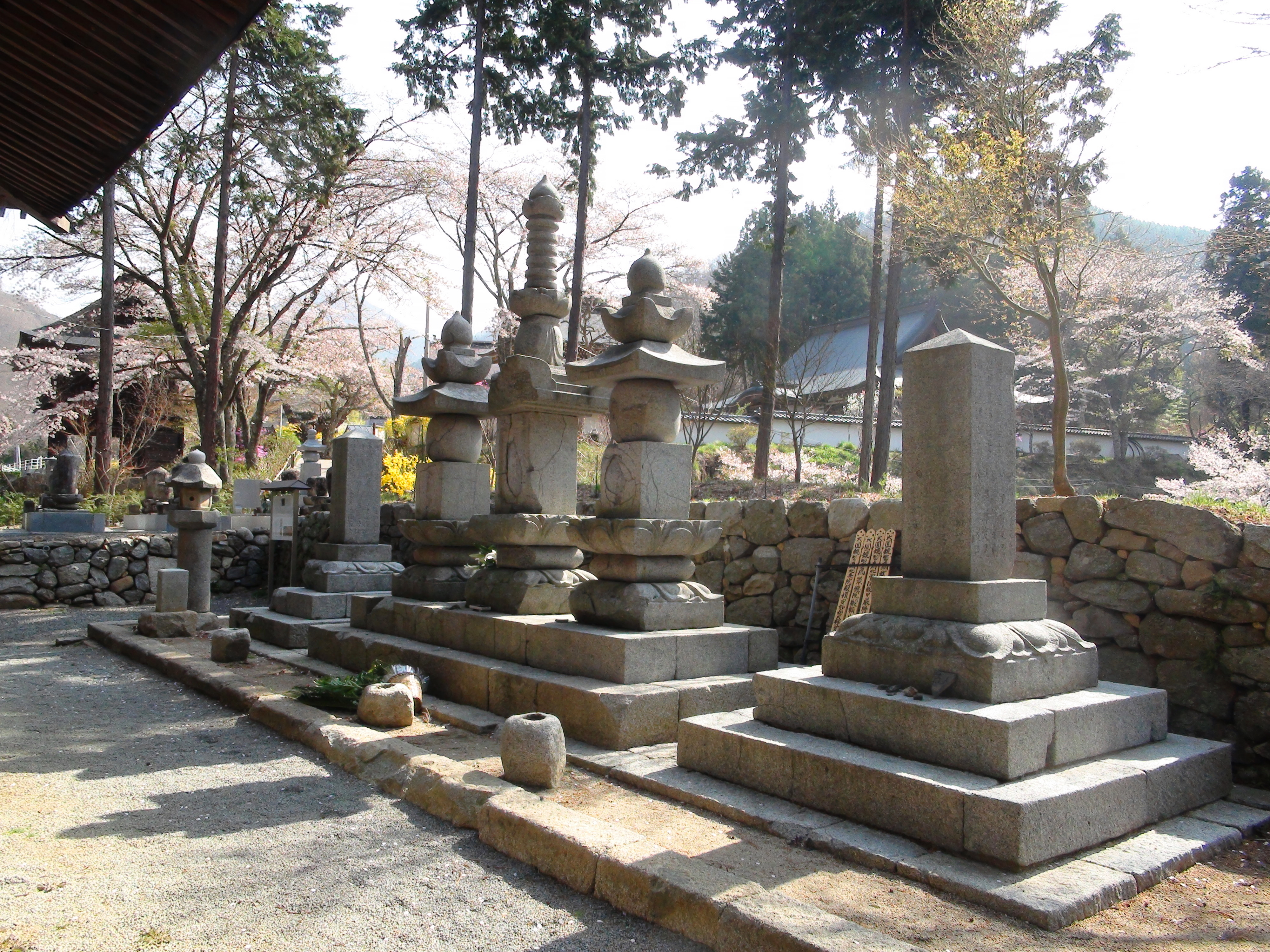
Heutiges Grab von Takeda Katsuyori, seinem Sohn Nobukatsu und seiner Hojo-Gemahlin in der Tempelanlage Keitoku-in.

Takeda Nobukatsu (jap. 武田 信勝; * 11. Dezember 1567; † 3. April 1582) war ein japanischer Samurai der Sengoku-Zeit.
Nobukatsu war der Sohn des japanischen Daimyōs Takeda Katsuyori. Er soll sich schon vor seiner Volljährigkeit nach dem Tod seines Großvaters Takeda Shingen freiwillig gemeldet und eine Truppe angeführt haben. Außerdem soll er mehrfach die Aussöhnung mit Oda Nobunaga gesucht haben. Nach der Niederlage seines Vaters Katsuyori in der Schlacht von Nagashino marschierten Oda Nobunaga und Toyotomi Hideyoshi im Regierungssitz der Takeda in Kōfu ein. Katsuyori beging Seppuku.

## Familie
- Vater: Takeda Katsuyori
- Großvater: Takeda Shingen
- Großmutter: Sanjō no kata
- Onkel: 
  - Takeda Katsuchika
  - Takeda Yoshinobu
  - Takeda Harikiyo

| Personendaten    | Personendaten                                  |
| ---------------- | ---------------------------------------------- |
| NAME             | Takeda, Nobukatsu                              |
| ALTERNATIVNAMEN  | 武田 信勝 (japanisch)                          |
| KURZBESCHREIBUNG | Sohn eines japanischen Daimyō Takeda Katsuyori |
| GEBURTSDATUM     | 11. Dezember 1567                              |
| STERBEDATUM      | 3. April 1582                                  |